# Bad Guy (melodie)
Bad Guy este prima melodie din albumul When We All Fall Asleep, Where Do We Go?, compusă de artista americană Billie Eilish și de fratele ei Finneas O'Connell. Melodia a fost lansată pe 29 martie 2019 de către Darkroom și Interscope Records.

## Nominalizări[1]
| Anul | Organizație                  | Premiu                                                               | Rezultat     | Ref.          |
| ---- | ---------------------------- | -------------------------------------------------------------------- | ------------ | ------------- |
| 2019 | American Music Awards        | Favorite Music Video                                                 | Nominalizare | [ 2 ]         |
| 2019 | MTV Millennial Awards        | Global Hit                                                           | Câștigat     | [ 3 ]         |
| 2019 | MTV Video Music Awards       | Video of the Year                                                    | Nominalizare | [ 4 ]         |
| 2019 | MTV Video Music Awards       | Best Pop Video                                                       | Nominalizare | [ 4 ]         |
| 2019 | MTV Video Music Awards       | Best Direction                                                       | Nominalizare | [ 4 ]         |
| 2019 | MTV Video Music Awards       | Best Editing                                                         | Câștigat     | [ 4 ]         |
| 2019 | MTV Video Music Awards       | Song of the Summer                                                   | Nominalizare | [ 4 ]         |
| 2019 | LOS40 Music Awards           | Best International Video                                             | Nominalizare | [ 5 ]         |
| 2019 | Teen Choice Awards           | Choice Song: Female Artist                                           | Nominalizare | [ 6 ]         |
| 2019 | Q Awards                     | Best Track                                                           | Nominalizare | [ 7 ]         |
| 2019 | Rockbjörnen                  | Foreign Song of the Year                                             | Nominalizare | [ 8 ]         |
| 2019 | BBC Radio 1's Teen Awards    | Best Single                                                          | Nominalizare | [ 9 ]         |
| 2019 | BreakTudo Awards             | International Music Video of the Year                                | Nominalizare | [ 10 ]        |
| 2019 | MTV Europe Music Awards      | Best Song                                                            | Câștigat     | [ 11 ] [ 12 ] |
| 2019 | MTV Europe Music Awards      | Best Video                                                           | Nominalizare | [ 11 ] [ 12 ] |
| 2019 | MTV Millennial Awards        | Global Hit                                                           | Câștigat     | [ 13 ]        |
| 2019 | MTV Video Music Awards Japan | Best New International Artist Video                                  | Câștigat     | [ 14 ]        |
| 2019 | MTV Video Music Awards Japan | Video of the Year                                                    | Nominalizare | [ 14 ]        |
| 2019 | Melon Music Awards           | Best Pop Song                                                        | Câștigat     | [ 15 ]        |
| 2019 | Melon Music Awards           | Best Song                                                            | Nominalizare | [ 15 ]        |
| 2019 | NRJ Music Awards             | Video of the Year                                                    | Nominalizare | [ 16 ]        |
| 2019 | Telehit Awards               | Best Anglo Video                                                     | Câștigat     | [ 17 ]        |
| 2019 | Telehit Awards               | Best Anglo Song                                                      | Câștigat     | [ 17 ]        |
| 2019 | Telehit Awards               | People's Best Video                                                  | Nominalizare | [ 17 ]        |
| 2019 | People's Choice Awards       | Song of 2019                                                         | Nominalizare | [ 18 ]        |
| 2019 | People's Choice Awards       | Music Video of 2019                                                  | Nominalizare | [ 18 ]        |
| 2020 | TEC Awards                   | Outstanding Creative Achievement – Record Production/Single or Track | Nominalizare | [ 19 ]        |
| 2020 | Grammy Awards                | Record of the Year                                                   | Câștigat     | [ 20 ]        |
| 2020 | Grammy Awards                | Song of the Year                                                     | Câștigat     | [ 20 ]        |
| 2020 | Grammy Awards                | Best Pop Solo Performance                                            | Nominalizare | [ 20 ]        |
| 2020 | iHeartRadio Music Awards     | Song of the Year                                                     | Nominalizare | [ 21 ]        |
| 2020 | iHeartRadio Music Awards     | Alternative Rock Song of the Year                                    | Câștigat     | [ 21 ]        |
| 2020 | iHeartRadio Music Awards     | Best Lyrics                                                          | Nominalizare | [ 21 ]        |
| 2020 | iHeartRadio Music Awards     | Best Music Video                                                     | Nominalizare | [ 21 ]        |
| 2020 | Queerty Awards               | Anthem                                                               | Nominalizare | [ 22 ]        |